# Svijet zabave
Svijet zabave je hrvatska televizijska emisija koja gledateljima donosi novosti iz svijeta glazbe, filma, televizije i popularne kulture. Fokusira se na najnovije trendove, vijesti o poznatim osobama, nadolazeće događaje i popularne teme u industriji zabave
Premijerno se prikazuje od 20. rujna 2024. svakog petka na Drugom programu HRT-a.
Voditelj emisije je Dorijan Klarić, priloge za emisiju pripremaju potonji, Sanja Čeliković, Stephanie Stelko, Vanja Vučković, Igor Kožić, Damir Čučić i Igor Roksandić

## Pregled emisije
| Sezona | Sezona | Epizode | Epizode | Originalno emitiranje | Originalno emitiranje |
| Sezona | Sezona | Epizode | Epizode | Premijera             | Finale                |
| ------ | ------ | ------- | ------- | --------------------- | --------------------- |
|        | 1.     | 3       | 3       | 20. rujna 2024.       | n. p.                 |